# جورج ماير (سياسي)
جورج ماير (بالألمانية: Georg Mayer)‏ هو سياسي نمساوي، ولد في 12 أكتوبر 1973 في النمسا. حزبياً، نشط في حزب الحرية النمساوي. وقد انتخب عضو في البرلمان الأوروبي عن دائرة النمسا ‏ لترشحه ضمن   قائمة حزب الحرية النمساوي، وقد انضم خلال فترته النيابية (15 يونيو 2015 – )  للكتلة البرلمانية أوروبا الأمم والحرية ‏ وفي انتخابات البرلمان الأوروبي 2014، انتخب عضو في البرلمان الأوروبي عن دائرة النمسا ‏ لترشحه ضمن   قائمة حزب الحرية النمساوي، وقد انضم خلال فترته النيابية (1 يوليو 2014 – 15 يونيو 2015)  للكتلة البرلمانية غير مرتبطين.